# Anchenoncourt-et-Chazel
Anchenoncourt-et-Chazel é uma comuna francesa na região administrativa de Borgonha-Franco-Condado, no departamento de Alto Sona. Estende-se por uma área de 13,91 km². Em 2010 a comuna tinha 243 habitantes (densidade: 17,5 hab./km²).